# Marianne and Leonard: Words of Love
Pour plus de détails, voir Fiche technique et Distribution.
Marianne and Leonard: Words of Love est un film américain documentaire réalisé par Nick Broomfield, sorti en 2019.

## Synopsis
Une exploration de la relation entre l'artiste Leonard Cohen et sa muse Marianne Ihlen qui lui a notamment inspiré la chanson So Long, Marianne.

## Fiche technique
- Titre : Marianne and Leonard: Words of Love
- Réalisation : Nick Broomfield
- Scénario : Nick Broomfield et Marc Hoeferlin
- Musique : Nick Laird-Clowes
- Photographie : Barney Broomfield
- Montage : Marc Hoeferlin
- Production : Nick Broomfield, Kyle Gibbon, Shani Hinton et Marc Hoeferlin
- Société de production : British Broadcasting Corporation et Kew Media Group
- Société de distribution : Roadside Attractions (États-Unis)
- Pays :  États-Unis et  Canada
- Genre : Documentaire
- Durée : 102 minutes
- Dates de sortie : 
  -  États-Unis : 5 juillet 2019
  -  Canada : 12 juillet 2019

## Accueil
Le film a reçu un accueil favorable de la critique. Il obtient un score moyen de 69 % sur Metacritic.